# Vegusdal
Vegusdal is een plaats en een voormalige gemeente in fylke Agder in het zuiden van Noorwegen. De gemeente werd in 1967 samen met de toen eveneens opgeheven gemeente Herefoss, toegevoegd aan de gemeente Birkenes.
In het dorp staat sinds 1974 de huidige kapel. Deze staat op de plek waar eerder een kerk stond. De eerste kerk stond daar al in de 12e eeuw. In 1867 was in het dorpje Engesland een nieuwe kerk gebouwd ter vervanging van de oude kerk in Vegusdal.